# Mistério (geologia)
Mistério, em geologia, é o nome dado nos Açores às formações lávicas recentes, em particular às originadas por erupções ocorridas após o povoamento das ilhas. 
Na ilha do Pico, onde vastas escoadas basálticas cobrem mais de um terço do território, os "mistérios" marcam o ritmo da paisagem separando entre si as povoações (Mistério de Santa Luzia, Mistério de São João, por exemplo). O material que compõem os mistérios e o respectivo solo (um rególito quase sempre grosseiro) é em geral denominado biscoito, daí o nome de algumas das povoações sitas sobre zonas de "mistério", por exemplo, a freguesia dos Biscoitos, no concelho de Praia da Vitória, e Biscoitos, um lugar da vila da Calheta, na ilha de São Jorge).
O origem do nome destas formações geológicas remonta pelo menos ao século XVI, quando as grandes erupções ocorridas nas ilhas de São Miguel e São Jorge, formando extensas escoadas lávicas, foram vistas como algo de incompreensível e misterioso.